# Let Air France 4590
Let Air France 4590 byl let společnosti Air France z pařížského letiště Charlese de Gaulla na letiště JFK v New Yorku 25. července 2000. Na palubě letounu Concorde bylo 100 pasažérů a 9 členů posádky. Při startu hořel jeden z motorů a letoun nemohl nabrat potřebnou výšku. Piloti se patrně pokoušeli vrátit zpět na letiště Charlese de Gaulla a když se zdálo, že je to nemožné, pokusili se doletět alespoň k pařížskému civilnímu letišti Le Bourget. Oheň silně poškodil jedno křídlo a 25 let starý letoun spadl na hotel ve městě Gonesse.
Byl to charterový let, který si objednala německá společnost Peter Deilmann Cruises. Na palubě byli turisté, kteří měli plout výletní lodí MS Deutschland z New Yorku do ekvádorské Manty. Za 27 let provozu nadzvukových dopravních letounů Concorde byla tato nehoda jediná, při níž někdo zahynul.